# Kareena Kapoor
Pour les articles homonymes, voir Kapoor.
Kareena Kapoor (करीना कपूर), née le 21 septembre 1980 à Bombay (Maharashtra), est une actrice indienne. Elle est membre de la célèbre famille Kapoor.
Elle se fait remarquer dès son premier film, Refugee (2000) puis, après une série de rôles répétitifs, reçoit les éloges de la critique pour Chameli (2004) dans un personnage réaliste de prostituée. Elle joue également dans de grosses productions telles La Famille indienne ou LOC Kargil et de belles réussites au box office, Jab We Met, 3 Idiots, Bodyguard ou Veere Di Wedding.
Ses qualités de comédienne lui permettent de recevoir six Filmfare Awards en différentes catégories et selon le Time of India, en 2012, Kareena Kapoor Khan est l'une des actrices les plus bankables de Bollywood.

## Jeunesse et vie privée
Kareena Kapoor est née le 21 septembre 1980 à Bombay dans l'état du Maharashtra en Inde. Elle est la seconde fille des acteurs Randhir Kapoor et Babita respectivement d'origine punjabi et sindhi et britannique. Elle est l'arrière-petite-fille de Prithviraj Kapoor, la petite-fille de Raj Kapoor, la petite-nièce de Shashi Kapoor et niece de Rishi Kapoor, la sœur de Karisma Kapoor et la cousine de Ranbir Kapoor. Elle affirme que son prénom est issu du livre Anna Karénine que sa mère lisait lorsqu'elle était enceinte d'elle. Après la séparation de ses parents, elle est élevée par sa mère aux côtés de sa sœur Karisma.
Elle étudie à l'école Jamnabai Narsee (Mumbai) puis au lycée Welham Girls School (Dehradun, Uttarakhand). Elle fait ensuite des études de commerce au Mithibai College à Vile Parle (Mumbai) et commence un cursus de droit au Government Law College qu'elle abandonne au bout d'un an pour entamer une carrière dans le cinéma. Elle est formée au Kapoor Acting Lab’ dirigé par Kishor Namit Kapoor issu du Film and Television Institute of India.
Après avoir entretenu une relation très médiatisée avec Shahid Kapoor de 2004 à 2007, Kareena Kapoor fréquente Saif Ali Khan à partir de 2007. Surnommé « Saifeena », c'est l'un des couples les plus en vue de Bollywood. Kareena Kapoor et Saif Ali Khan se marient le 16 octobre 2012 à Bombay en Inde après cinq années de vie commune. Le 20 décembre 2016, Kareena donne naissance à un garçon prénommé Taimur.

## Carrière

### Débuts (2000-2003)
Kareena Kapoor débute en 2000 dans Refugee aux côtés d'Abhishek Bachchan. Le film est un succès et Kareena Kapoor obtient le Filmfare Award du meilleur espoir féminin pour sa prestation. Fin 2000, elle passe une audition pour Devdas de Sanjay Leela Bhansali. En définitive, le réalisateur lui préfère Aishwarya Rai mais propose à Kareena Kapoor une collaboration dans un futur film. Elle tourne alors dans Asoka, biographie romancée de l'empereur Maurya, qui, malgré la présence de Shahrukh Khan, n'est pas un grand succès. Les tenues légères qu’elle y arbore font sensation et l'affiche du film est censurée au Bengale.
Elle est, peu de temps après, à l'affiche d'un des films indiens les plus marquants de ces dernières années, Kabhi Khushi Kabhie Gham (La Famille indienne). Le couple qu'elle forme à l'écran avec Hrithik Roshan est crédible mais le succès du film est surtout dû à la présence de Shahrukh Khan, Amitabh Bachchan et Kajol. Hrithik Roshan et Kareena Kapoor tournent à nouveau ensemble dans Mujhse Dosti Karoge!, un film populaire qui ne rencontre qu'un mince succès d'estime. En 2002, malgré des débuts en demi-teinte, Kareena Kapoor est une actrice reconnue. Elle en profite pour réclamer des cachets élevés, ce qui lui vaut d'être écartée de la distribution de Kal Ho Naa Ho (New-York Masala) au profit de Preity Zinta. Les films dans lesquels elle tourne ensuite passent relativement inaperçus, à l'exception de LOC Kargil, un film de guerre à la distribution impressionnante.

### Percée (2004-2006)
Les choses changent à partir de 2004. Sous la direction de Sudhir Mishra dans Chameli, Kareena Kapoor joue une prostituée, rôle pour lequel elle visite plusieurs quartier mal famés de Mumbai. Lors de la sortie du film elle est encensée par la critique. En 2004, Yuva (Mani Ratnam) est un succès, suivi de Dev (en), pour lequel elle obtient le Filmfare Award de la meilleure actrice décerné par les critiques.
Puis elle joue dans Fida (en) qui n'est pas un succès au box office mais permet à l'actrice d'élargir sa palette avec un premier rôle négatif, et de rencontrer Shahid Kapoor avec lequel elle vit une histoire sentimentale. Sanjay Leela Bhansali tient sa promesse et lui propose un rôle dans Bajirao Mastani, avant de se rétracter et de faire appel à une actrice débutante, Shivani Kapoor.
En 2006, Kareena Kapoor joue dans trois films, d'abord dans le thriller 36 China Town (en) suivi par la comédie Chup Chup Ke, deux films qui sont des succès mitigés. Puis elle joue dans Omkara, adaptation indienne d'Othello de William Shakespeare, grâce auquel elle obtient un second Filmfare Award de la meilleure actrice attribué par la critique.

### Succès (2007-2012)

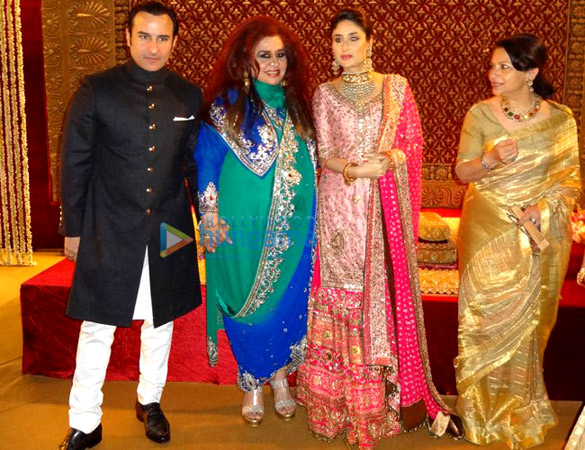
Saif Ali Khan, Kareena Kapoor et Sharmila Tagore lors de leur mariage le 18 octobre 2012 à Delhi

En 2007, Kareena Kapoor tourne Jab We Met (Imtiaz Ali) aux côtés de Shahid Kapoor, elle interprète Geet, une jeune fille du Penjab, pétillante, joyeuse et incroyablement bavarde. Le film, est un triomphe tant sur le plan artistique que commercial et devient l'un des films populaires de l'actrice. Dans sa critique du film, Hindustan Times  qualifie l'interprétation de l'actrice d'exceptionnelle. Pour son interprétation, Kapoor reçoit son premier Filmfare Award de la meilleure actrice après maintes nominations. L'actrice est au sommet de sa carrière et de sa popularité.
Son nouveau statut de star filmfarisée lui permet de tourner dans de grosses productions bollywoodiennes.
L'année 2008 est excellente pour l'actrice elle tourne coup sur coup deux succès Tashan et Golmaal Returns où elle partage l'affiche avec Ajay Devgan.
En 2009, on la voit aux côtés d'Akshay Kumar dans Kambakkht Ishq, succès mitigé suivi de deux échecs commerciaux Main Aurr Mrs Khanna avec Salman Khan et Kurbaan aux côtés de son compagnon Saif Ali Khan. Mais fin 2009, sort 3 Idiots avec Aamir Khan qui devient un des plus gros succès de l'industrie bollywoodienne. En 2010 sort Milenge Milenge après un retard de production, film tourné aux côtés de Shahid Kapoor et flop au box office. La même année elle tourne aux côtés de Kajol dans We Are Family, succès mitigé qui lui apporte cependant un premier Filmfare Award du meilleur second rôle féminin.
En 2011, Kareena Kapoor tourne dans Bodyguard avec Salman Khan et Ra.One avec Shahrukh Khan qui tous deux remplissent les salles mais sont fraîchement accueillis par la critique.
En 2012 elle est à l'affiche d'Ek Main Aur Ekk Tu (en) aux côtés d'Imran Khan qui connait un succès critique et public. Toujours la même année, Kareena Kapoor tourne un film d'espionnage aux côtés de son compagnon, Agent Vinod qui, malgré une bonne ouverture à la billetterie, est un flop. Néanmoins son projet le plus ambitieux est Héroïne dont le réalisateur est Madhur Bhandarkar à qui l'ont doit le multi primé Fashion. Elle y remplace Aishwarya Rai que sa grossesse empêche de tenir le rôle principal. Choix initial pour le film, l'actrice à d'abord refusé de s'embarquer dans ce long métrage dramatique. L'actrice interprète le rôle de Mahi une actrice sur le déclin qui souffre de paranoïa et schizophrénie. Bien que très attendu, ce film qui dévoile les coulisses de Bollywood, déçoit la critique. Néanmoins Kapoor obtient des avis élogieux de la part de la critique, et se voit proposer une nomination aux Filmfare Awards. De plus le film est un succès financier et il enregistre un record à la billetterie lors de son premier jour d'exploitation pour un film n'ayant pas de star masculine. Enfin, selon le journal Hindustan Times, elle obtient la somme faramineuse de 70 millions de roupies pour ce rôle, confirmation de son statut de star et record pour une actrice de Bollywood.
Elle joue ensuite dans le thriller Talaash: The Answer Lies Within de Reema Kagti où elle interprète, avec succès, une prostituée aux côtés d'Aamir Khan et de Rani Mukherjee.
Ces nombreuses réussites font de Kareena Kapoor l'une des actrices les mieux payées de Bollywood et en janvier 2013 dans le Top 100 des célébrités indiennes établi par Forbes India, elle est la première femme, se classant à la 7e place.

### Déconvenues et superproductions (2013-2015)
Dans Satyagraha (Prakash Jha, 2013), elle incarne une journaliste forte et opiniâtre dont l'interprétation est diversement appréciée par les critiques. Alors que certains louent son jeu intense et réaliste, d'autres le trouvent banal et trop glamour pour être convaincant. Le film qui s'inspire de la lutte d'Anna Hazare contre la corruption est généralement jugé simpliste et moralisateur, aussi le film est un flop n'arrivant pas à recouvrer son budget titanesque.
Toujours la même année Gori Tere Pyaar Mein est un échec cuisant aux box-office. L'accueil des critiques est tiède, ils reprochent à cette comédie romantique dans laquelle Kareena Kapoor apparait aux côtés d'Imran Khan, de manquer d'originalité et d'énergie.
En 2014, elle joue aux côtés d'Ajay Devgan et d'Anupam Kher dans le film d'action Singham Returns. Le film reçoit de bonnes critiques et recueille 1 568 700 000 de roupies de recette mondiale. La critique reproche à l'actrice sa non prise de risque en privilégiant les superproductions dominées par les stars masculines où son rôle est jugé dérisoire.
L’année suivante elle fait une apparition spéciale dans Gabbar Is Back. Ensuite elle retrouve Salman Khan dans Bajrangi Bhaijaan où elle interprète le rôle d'une jeune femme brahmane. Si le film bat des records au box-office les médias et les fans de Kareena sont déçus : en effet son rôle est minime voire pour certains médias Kareena Kapoor n'est que le faire valoir de Khan,. L'actrice ferme l'année avec un item number dans Brothers.

### Retour (depuis 2016)
En 2016 l'actrice semble avoir entendu ces critiques, ainsi elle tient le premier rôle dans la comédie romantique Ki and Ka où elle donne la réplique à Arjun Kapoor. Le film est un succès commercial mais pas critique. La même année elle est à l'affiche de Udta Punjab, long métrage qui traite du fléau de la drogue dans l’État du Punjab. Kareena y interprète avec brio un médecin luttant contre la toxicomanie. Ce film marque sa collaboration avec son ex-fiancé Shahid Kapoor mais déçoit ses fans car ils n'y partagent aucune scène. Le film est bien accueilli par la critique de façon générale et Kareena reçoit une nomination aux Filmfare Awards de la meilleure actrice dans un second rôle. Le film est un succès en générant, dès son premier week-end d'exploitation, plus de 325,6 millions de roupies de recettes.

## Publicité
En plus de son activité d'actrice, Kareena Kapoor est l'égérie de la marque de prêt à porter Globus de 2007 à 2009. En 2012, elle représente Lakme, Head and Shoulders et Monarch Universal.
En 2012 Kareena Kapoor s'essaye pour la première fois à l'écriture d'un livret de mode, The Style Diary of a Bollywood Diva, dans lequel elle révèle ses secrets de mode et de maquillage.

## Filmographie
| Année | Film                         | Rôle                   | Réalisateur                | Partenaire(s)                                                         | Notes                                                                     |
| ----- | ---------------------------- | ---------------------- | -------------------------- | --------------------------------------------------------------------- | ------------------------------------------------------------------------- |
| 2000  | Refugee                      | Nazneen « Naaz » Ahmed | J.P. Dutta                 | Abhishek Bachchan                                                     |                                                                           |
| 2001  | Mujhe Kucch Kehna Hai        | Pooja Saxena           | Satish Kaushik             | Tusshar Kapoor                                                        |                                                                           |
| 2001  | Yaadein                      | Isha Singh Puri        | Subhash Ghai               | Hrithik Roshan, Jackie Shroff, Amrish Puri                            |                                                                           |
| 2001  | Ajnabee                      | Priya Malhotra         | Abbas-Mustan               | Akshay Kumar, Bobby Deol, Bipasha Basu                                |                                                                           |
| 2001  | Asoka                        | Kaurwaki               | Santosh Sivan              | Shahrukh Khan                                                         | Nommée pour le Filmfare Award de la meilleure actrice                     |
| 2001  | Kabhi Khushi Kabhie Gham     | Pooja « Poo » Sharma   | Karan Johar                | Amitabh Bachchan, Jaya Bachchan, Shahrukh Khan, Kajol, Hrithik Roshan | Nommée pour le Filmfare Award de la meilleure actrice dans un second rôle |
| 2002  | Mujhse Dosti Karoge!         | Tina Kapoor            | Kunal Kohli                | Hrithik Roshan, Rani Mukherjee, Uday Chopra                           |                                                                           |
| 2002  | Jeena Sirf Merre Liye        | Pooja/Pinky            | Talat Jani                 | Tusshar Kapoor, Mallika Sherawat                                      |                                                                           |
| 2003  | Talaash: The Hunt Begins...  | Tina                   | Pahlaj Nihalani            | Akshay Kumar                                                          |                                                                           |
| 2003  | Khushi                       | Khushi Singh (Lali)    | S. J. Surya                | Fardeen Khan                                                          |                                                                           |
| 2003  | Main Prem Ki Diwani Hoon     | Sanjana                | Sooraj R. Barjatya         | Hrithik Roshan, Abhishek Bachchan                                     |                                                                           |
| 2003  | LOC Kargil                   | Simran                 | J. P. Dutta                | Saif Ali Khan                                                         |                                                                           |
| 2004  | Chameli                      | Chameli                | Sudhir Mishra Anant Balani | Rahul Bose                                                            |                                                                           |
| 2004  | Yuva                         | Mira                   | Mani Ratnam                | Vivek Oberoi                                                          |                                                                           |
| 2004  | Dev                          | Aaliya                 | Govind Nihalani            | Fardeen Khan, Amitabh Bachchan, Om Puri, Amrish Puri, Rati Agnihotri  |                                                                           |
| 2004  | Fida (en)                    | Neha Mehra             | Ken Ghosh                  | Shahid Kapoor, Fardeen Khan                                           | Premier rôle négatif                                                      |
| 2004  | Aitraaz                      | Priya Saxena/Malhotra  | Abbas-Mustan               | Akshay Kumar, Priyanka Chopra                                         |                                                                           |
| 2004  | Hulchul                      | Anjali                 | Priyadarshan               | Akshaye Khanna, Amrish Puri, Arshad Warsi, Sunil Shetty               |                                                                           |
| 2005  | Bewafaa                      | Anjali Sahai           | Dharmesh Darshan           | Akshay Kumar, Anil Kapoor, Sushmita Sen                               |                                                                           |
| 2005  | Kyon Ki                      | Dr Tanvi Khurana       | Priyadarshan               | Salman Khan, Rimi Sen, Jackie Shroff, Sunil Shetty                    |                                                                           |
| 2005  | Dosti: Friends Forever       | Anjali                 | Suneel Darshan             | Akshay Kumar, Bobby Deol,Lara Dutta, Juhi Chawla                      |                                                                           |
| 2006  | 36 China Town (en)           | Priya                  | Abbas-Mustan               | Shahid Kapoor, Paresh Rawal, Akshaye Khanna, Upen Patel               |                                                                           |
| 2006  | Chup Chup Ke                 | Shruti                 | Priyadarshan               | Shahid Kapoor, Neha Dhupia, Suniel Shetty, Rajpal Yadav               |                                                                           |
| 2006  | Omkara                       | Dolly Mishra           | Vishal Bhardwaj            | Ajay Devgan                                                           |                                                                           |
| 2006  | Don - The Chase Begins Again | Kamini                 | Farhan Akhtar              | Shahrukh Khan                                                         | Caméo et item number Yeh Mera Di                                          |
| 2007  | Kya Love Story Hai           | Elle-même              | Lovely Singh               |                                                                       | Item Number dans It's Rocking                                             |
| 2007  | Jab We Met                   | Geet Dhillon           | Imtiaz Ali                 | Shahid Kapoor                                                         |                                                                           |
| 2008  | Halla Bol                    | Elle-même              | Rajkumar Santoshi          |                                                                       | Participation exceptionnelle                                              |
| 2008  | Tashan                       | Pooja Singh            | Vijay Krishna Acharya      | Akshay Kumar, Saif Ali Khan, Anil Kapoor, Yashpal Sharma              |                                                                           |
| 2008  | Roadside Romeo               | Laila (voix)           | Jugal Hansraj              | Saif Ali Khan, Javed Jaffrey (en)                                     | Film d'animation                                                          |
| 2008  | Golmaal Returns              | Ekta                   | Rohit Shetty               | Ajay Devgan, Arshad Warsi, Shreyas Talpade, Tusshar Kapoor            |                                                                           |
| 2009  | Luck by Chance               | Elle-même              | Zoya Akhtar                |                                                                       | Participation exceptionnelle                                              |
| 2009  | Billu                        | Elle-même              | Priyadarshan               | Shahrukh Khan, Irfan Khan                                             | Item Number dans le clip Marjaani                                         |
| 2009  | Kambakkht Ishq               | Simrita Rai            | Sabbir Khan                | Akshay Kumar, Aftab Shivdasani, Amrita Arora                          |                                                                           |
| 2009  | Main Aurr Mrs Khanna         | Raina Khanna           | Prem R. Soni               | Salman Khan, Sohail Khan, Preity Zinta                                |                                                                           |
| 2009  | Kurbaan                      | Avantika Ahuja/Khan    | Rensil D'Silva             | Saif Ali Khan                                                         | Nommée au Filmfare Award de la meilleure actrice                          |
| 2009  | 3 Idiots                     | Pia Sahastrabuddhe     | Rajkumar Hirani            | Aamir Khan                                                            | Nommée au Filmfare Award de la meilleure actrice                          |
| 2010  | Milenge Milenge              | Priya                  | Satish Kaushik             | Shahid Kapoor                                                         |                                                                           |
| 2010  | We Are Family                | Shreya                 | Siddharth Malhotra         | Kajol, Arjun Rampal                                                   |                                                                           |
| 2010  | Golmaal 3 (en)               | Daboo                  | Rohit Shetty               | Ajay Devgan, Mithun Chakraborty, Arshad Warsi, Tusshar Kapoor         | Nommée au Filmfare Award de la meilleure actrice                          |
| 2011  | Bodyguard                    | Divya Rana             | Siddique                   | Salman Khan                                                           |                                                                           |
| 2011  | Voltage                      | Sonia Subramaniam      | Anubhav Sinha              | Shahrukh Khan, Arjun Rampal                                           |                                                                           |
| 2012  | Ek Main Aur Ekk Tu (en)      | Riana                  | Shakun Batra               | Imran Khan                                                            |                                                                           |
| 2012  | Agent Vinod                  | Iram                   | Sriram Raghavan            | Saif Ali Khan                                                         |                                                                           |
| 2012  | Rowdy Rathore                | Elle-même              | Prabhu Deva                |                                                                       | Caméo dans la chanson Chinta Ta                                           |
| 2012  | Héroïne                      | Mahi                   | Madhur Bhandarkar          | Arjun Rampal, Randeep Hooda, Shahana Goswami                          | Nommée aux Filmfare Awards de la meilleure actrice                        |
| 2012  | Talaash                      | Rosie/Simran           | Reema Kagti                | Aamir Khan, Rani Mukherjee                                            |                                                                           |
| 2012  | Dabangg 2                    | Elle-même              | Arbaaz Khan                |                                                                       | Item-number dans le clip Fevicol Se                                       |
| 2013  | Bombay Talkies               | Elle-même              |                            |                                                                       | Apparence dans le clip Apna Bombay Talkies                                |
| 2013  | Satyagraha                   | Yasmin Ahmed           | Prakash Jha                | Ajay Devgan, Amitabh Bachchan, Arjun Rampal, Manoj Bajpai             |                                                                           |
| 2013  | Gori Tere Pyaar Mein         | Dia Sharma             | Punit Malhotra             | Imran Khan, Shraddha Kapoor                                           |                                                                           |
| 2014  | Singham Returns              | Avni Kamat             | Rohit Shetty               | Ajay Devgan                                                           |                                                                           |
| 2014  | The Shaukeens                | Elle-même              |                            |                                                                       | Cameo                                                                     |
| 2014  | Happy Ending (en)            |                        | Raj Nidimoru, Krishna DK   |                                                                       | Cameo                                                                     |
| 2015  | Gabbar is Back               | Sunaina                | Krish                      | Akshay Kumar                                                          | Cameo                                                                     |
| 2015  | Bajrangi Bhaijaan            | Rasika                 | Kabir Khan                 | Salman Khan                                                           |                                                                           |
| 2015  | Brothers                     | Mary                   |                            |                                                                       | Cameo                                                                     |
| 2016  | Ki & Ka                      | Kia Bansal             | R. Balki                   | Arjun Kapoor                                                          |                                                                           |
| 2016  | Udta Punjab                  | Dr. Preet Sahni        | Abhishek Chaubey           | Shahid Kapoor, Alia Bhatt, Diljit Dosanjh                             |                                                                           |
| 2018  | Veere Di Wedding             | Kalindi Puri           | Shashanka Ghosh            | Sonam Kapoor, Swara Bhaskar, Shikha Talsania                          |                                                                           |
| 2019  | Good News                    |                        | Raj Mehta                  | Akshay Kumar, Diljit Dosanjh, Kiara Advani                            |                                                                           |

## Récompenses
- Filmfare Awards
  - 2001 : Meilleur espoir féminin pour Refugee
  - 2004 : Meilleure performance pour Chameli
  - 2005 : Meilleure actrice pour Dev, attribué par les critiques
  - 2007 : Meilleure actrice pour Omkara, attribué par les critiques
  - 2008 : Meilleure actrice pour Jab We met
  - 2011 : Meilleure actrice dans un second rôle pour We Are Family
- Smita Patil Memorial Award
  - 2006 : Contribution au Cinéma Indien
- Zee Cine Awards
  - 2008 :  Meilleure Actrice pour Jab We Met